# Mrs. Brown
Mrs. Brown (títol original: Mrs Brown) és una pel·lícula dirigida per John Madden el 1997, coproduïda entre el Regne Unit, Irlanda i Estats Units. Ha estat doblada al català.

## Argument
La pel·lícula narra l'amistat que neix entre la reina Victòria i el seu palafrener escocès John Brown.
Profundament afectada per la mort del seu marit, el príncep Albert, la reina porta el dol, evita les aparicions públiques i es desinteressa de la vida política. El seu secretari particular, el seu metge i les seves dames de companyia la cuiden, però no aconsegueixen treure-la del seu aïllament. El secretari fa venir al Castell de Windsor el palafrener John Brown. De sobte, la reina Victòria se sent atreta per John Brown. Per la seva banda, el servidor és sensible a l'amistat que li mostra la reina. Fan llavors llargs passeigs a cavall sobre el Balmoral, on s'ha traslladat la cort. De mica en mica, la influència que ell té sobre ella fa néixer rumors, fins al punt que l'anomenen "Mrs. Brown".

## Repartiment
- Judi Dench: reina Victòria
- Billy Connolly: John Brown
- Geoffrey Palmer: Henry Ponsonby
- Antony Sher: Primer Ministre Benjamin Disraeli
- Gerard Butler: Archie Brown
- David Westhead: Bertie, Príncep de Gal·les
- Richard Pasco: Sir William Jenner
- Bridget McConnell: Lady Ely
- Georgie Glen: Jane Spencer, Baronessa Churchill]
- Catherine O'Donnell: Elizabeth Wellesley, Duquessa de Wellington